# Серадз
Се́радз (пол. Sieradz) — город в Польше, расположенный на реке Варта. Входит в Лодзинское воеводство, Серадзкий повят. Имеет статус городской гмины. Занимает площадь 51,22 км². Население — 44 326 человек (на 2004 год).
Во время Второй мировой войны на территории города нацисты организовали гетто. Оно действовало до августа 1942 года. Большая часть его узников была уничтожена в лагере смерти Хелмно.

## История
В 1231—1338 годах Серадз был столицей одноимённого удельного княжества.
26 марта 2007 года в тюрьме Серадза произошла перестрелка, ставшая самым кровавым инцидентом с массовой стрельбой в Польше с 1989 года. Нападавший, 28-летний тюремный надзиратель Дамиан Чолек, внезапно начал стрелять в полицейских, убив троих из них и серьёзно ранив заключённого, которого они конвоировали, после чего был тяжело ранен ответным огнём сотрудников полиции и арестован. Мотивы нападения Чолека остались неизвестны.

## Персоналии
- Базилик, Киприан (ок. 1535—1591) — польский учёный, поэт, переводчик и композитор.
- Штернфельд, Ари Абрамович (1905—1980) — учёный, один из пионеров современной космонавтики.